# Chronologie des parcs de loisirs
Ceci est une chronologie des parcs de loisirs, c'est-à-dire des événements liés aux parcs de loisirs dans le monde.

## Historique

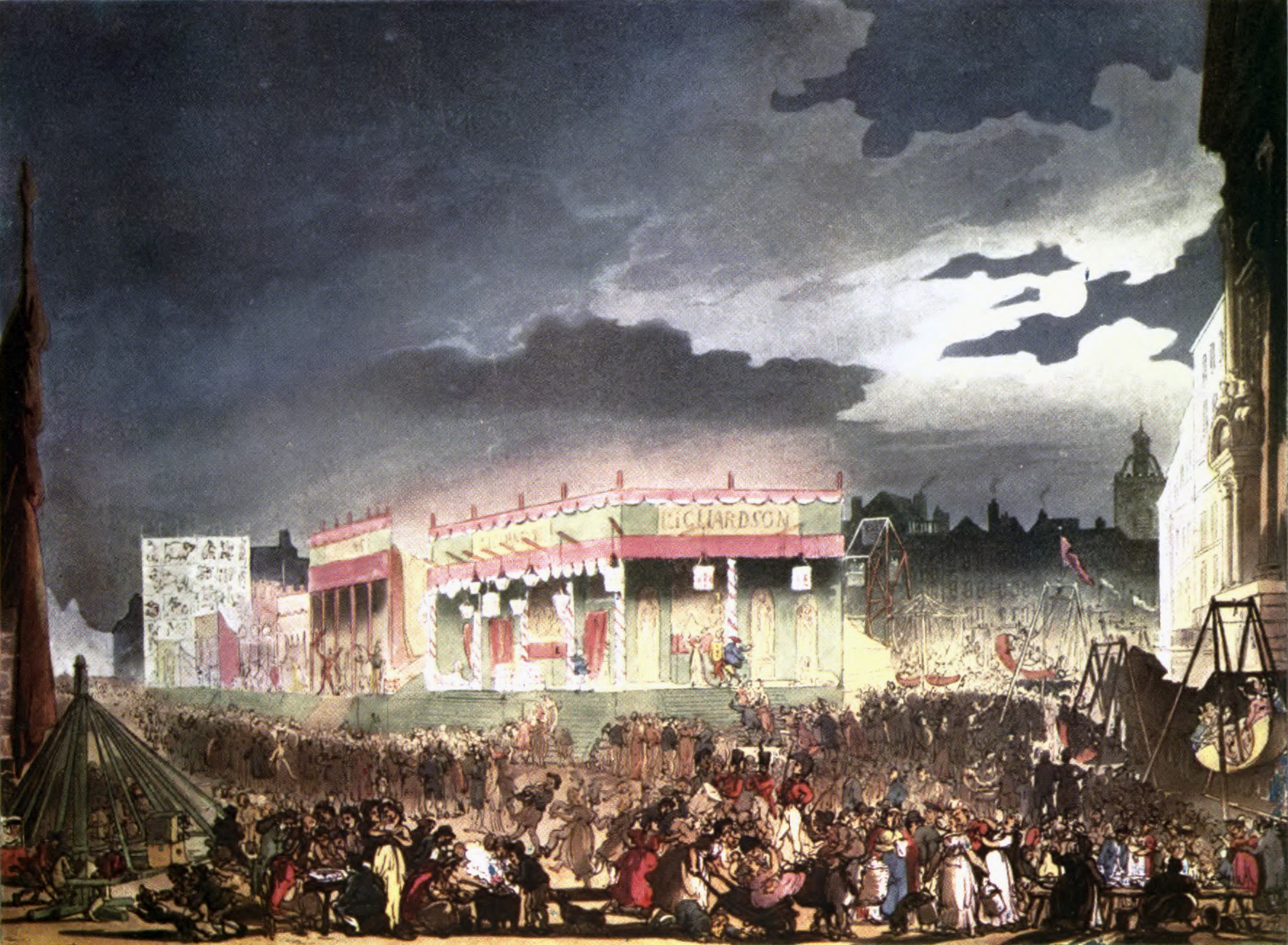
Illustration représentant la Bartholomew Fair vers 1808.

Le parc de loisirs a évolué à partir de trois traditions antérieures : les foires itinérantes ou périodiques, les jardins d'agrément et les expositions telles que les expositions universelles. L'influence la plus ancienne était la foire périodique du Moyen Âge. Les origines de la Foire du Trône en France débutent en 957 et l'une des premières en Angleterre était la Bartholomew Fair vers 1133. Aux XVIIIe et XIXe siècles, elles étaient devenues des lieux de divertissement pour les masses, où le public pouvait voir des spectacles de monstres, d'acrobaties, de prestidigitation et de jonglage, participer à des concours et déambuler dans les ménageries. L'Oktoberfest n'est pas seulement un festival de la bière, mais fournit aussi les caractéristiques d'un parc d'attractions, dès le premier événement en 1810, qui a lieu à Munich, en Allemagne. Aux États-Unis, les foires du Comté et de l'État ont également joué un rôle dans l'histoire des parcs d'attractions. Ce sont des manifestations annuelles qui se tenaient habituellement pendant une semaine ou deux, pour célébrer une bonne récolte. Ces foires présentaient des expositions de bétail, et des concours de cuisson et de cuisine.
La deuxième influence était le jardin d'agrément. Un exemple en est le plus ancien parc d'attractions du monde, Bakken ("La Colline"), qui a ouvert ses portes au Danemark en 1583. En Angleterre naissent les vauxhall, établissements de divertissements organisés autour d'un pavillon de concert et d'un bal de plein air. Le premier du genre est le Vauxhall Gardens à Londres (1661-1859). Son succès fut tel, qu'au cours de la deuxième moitié du XVIIIesiècle, bon nombre de lieux à vocation similaire furent non seulement transformés ou créés sur leur modèle. 
Le Prater de Vienne, en Autriche, commence comme terrain de chasse royal et ouvre en 1766 pour le plaisir du public conduisant à l'ouverture du Wurstelprater en tant que parc d'attractions,. Les jardins de Tivoli ouvrent à Copenhague de 1843. Lake Compounce, fondé à partir de 1846, est le plus ancien parc à thème encore en activité des États-Unis.
Le concept d'un parc d'attractions fixe s'est développé avec le début des expositions universelles. La première exposition universelle a commencé en 1851 avec la construction du célèbre Crystal Palace à Londres, en Angleterre. Le but de l'exposition était de célébrer la réussite industrielle des nations du monde et il a été conçu pour éduquer et divertir les visiteurs. Ils ont été l'occasion de présenter quelques innovations dans le domaine des attractions comme la première grande roue à l'exposition universelle de 1893.
Aux États-Unis, les trolley parks émergèrent au XIXe siècle. Ces lieux de détente et de récréation étaient placés aux terminus des lignes de transports en commun des grandes villes (tramway, trolleybus…) et bien souvent dans des zones balnéaires comme ce fut le cas pour Blackpool, au Royaume-Uni et Coney Island, aux États-Unis.

## Années 1810

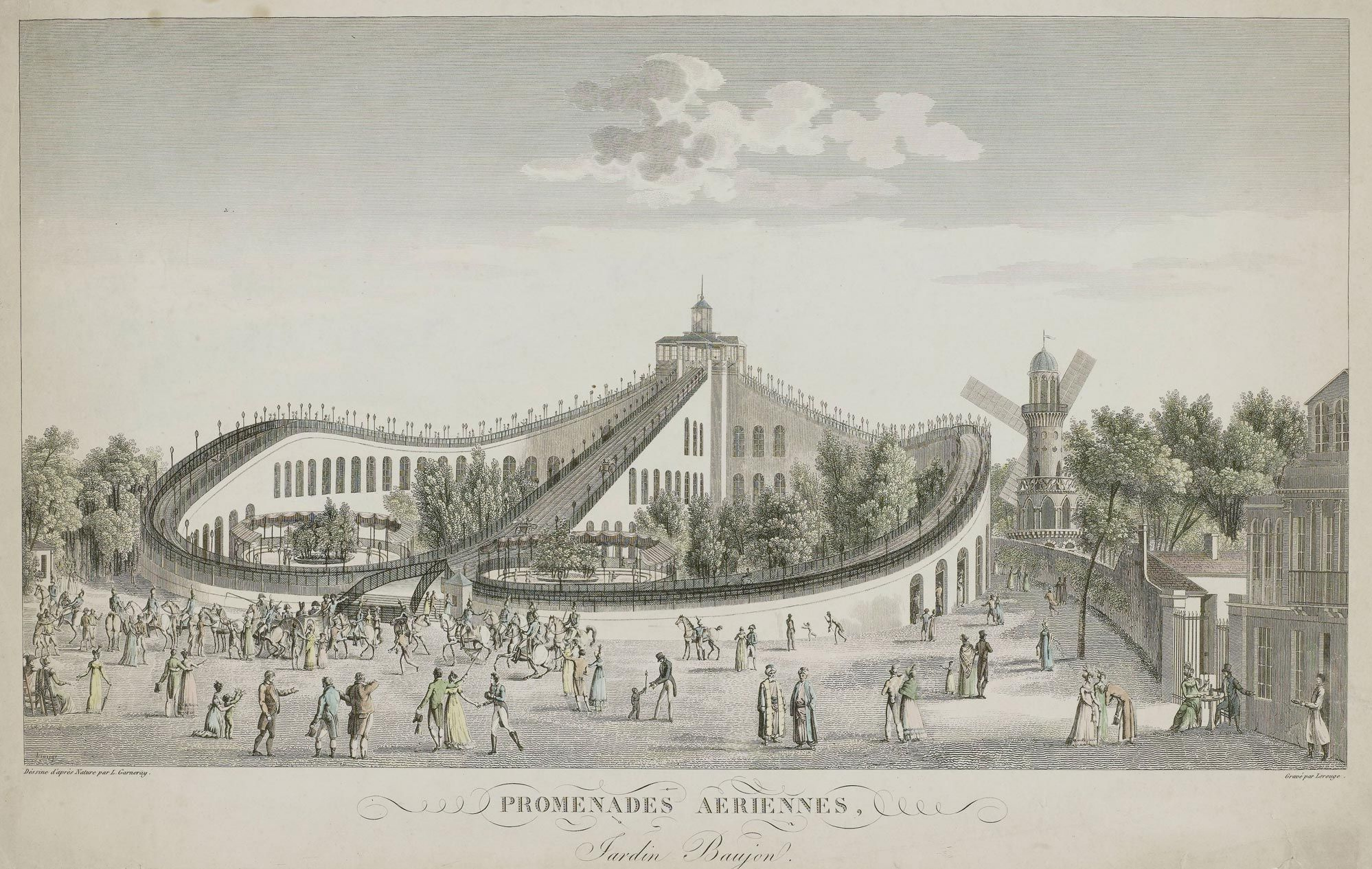
Illustration des Promenades aériennes du à la Folie Beaujon.

- 1810 - première Oktoberfest à Munich ;
- 1811 - x
- 1812 - x
- 1813 - x
- 1814 - x
- 1815 - x
- 1816 - x
- 1817 - ouverture des premières montagnes russes avec rails à Paris (Les Montagnes Russes de Belleville et Les Promenades aériennes) ;
- 1818 - x
- 1819 - ouverture des promenades égyptiennes à Paris ;

## Années 1830
- 1830 - x
- 1831 - x
- 1832 - x
- 1833 - x
- 1834 - x

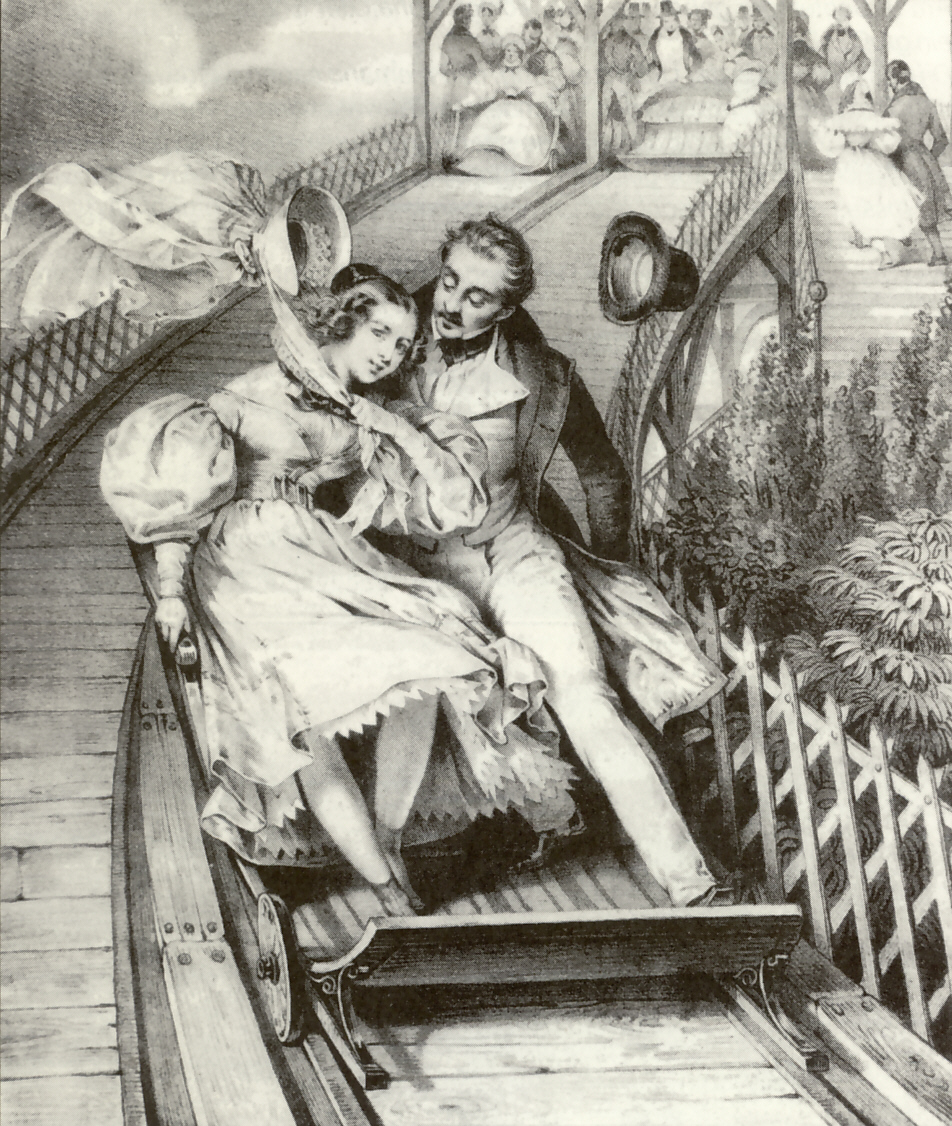
Lithographie de 1832 présentant une attraction de Tivoli.

- 1835 - ouverture de Madame Tussauds à Londres ;
- 1836 - x
- 1837 - x
- 1838 - x
- 1839 - x

## Années 1840

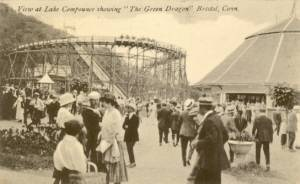
Green Dragon à Lake Compounce.

- 1840 - ouverture du parc Gallops Grove, futur Six Flags New England ;
- 1841 - x
- 1842 - ouverture du parc Blackgang Chine ;
- 1843 - ouverture des jardins de Tivoli ;
- 1844 - x
- 1845 - x
- 1846 - ouverture du parc Lake Compounce ;
- 1847 - x
- 1848 - x
- 1849 - x

## Années 1850

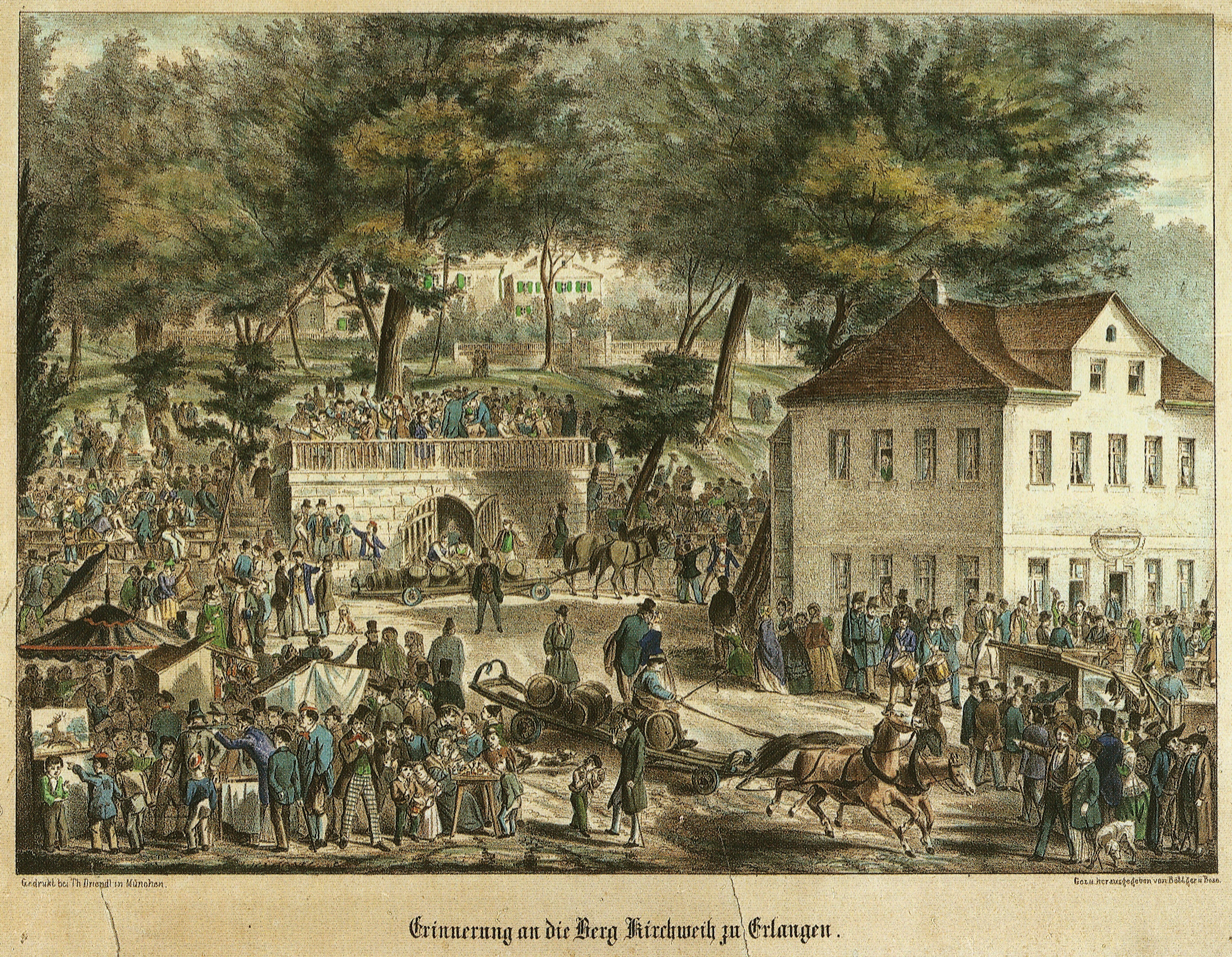
Foire du Bergkirchweih en 1853.

- 1850 - ouverture de Williams Grove Amusement Park (en) ;
- 1851 - x
- 1852 - x
- 1853 - ouverture du parc Hanayashiki ;
- 1854 - x
- 1855 - x
- 1856 - x
- 1857 - x
- 1858 - x
- 1859 - x

## Années 1860

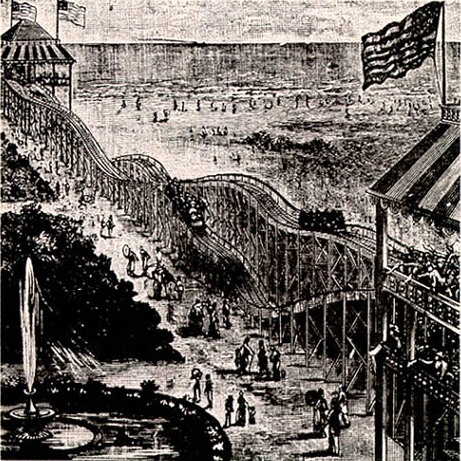
Dessin d'une des premières montagnes russes.

- 1860 - ouverture du Jardin d'acclimatation (Paris) ;
- 1861 - x
- 1862 - x
- 1863 - x
- 1864 - x
- 1865 - LaMarcus Adna Thompson dépose un brevet pour les premières montagnes russes ;
- 1866 - x
- 1867 - x
- 1868 - ouverture de la jetée centrale de Blackpool ;
- 1869 - x

## Années 1870

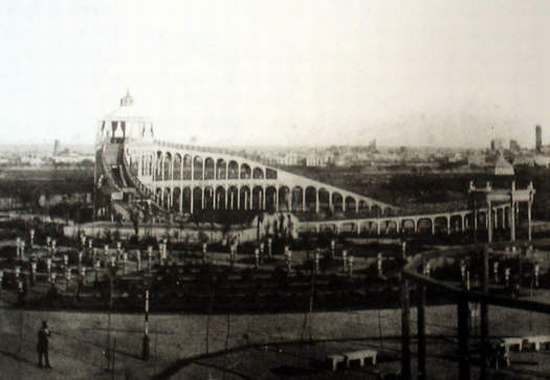
Carte postale représentant les montagnes russes de Camps Elisis à Barcelone entre 1860 et 1876.

- 1870 - ouverture des parcs Cedar Point et Gallup's Grove (futur Six Flags New England) ;
- 1871 - ouverture de la jetée de Clacton (en) ;
- 1872 - x
- 1873 - x
- 1874 - x
- 1875 - x
- 1876 - le premier carrousel de Coney Island a été construit par Charles I. D. Looff ;
- 1877 - x
- 1878 - ouverture du parc Idlewild ;
- 1879 - x

## Années 1880
- 1880 - x
- 1881 - x
- 1882 - x

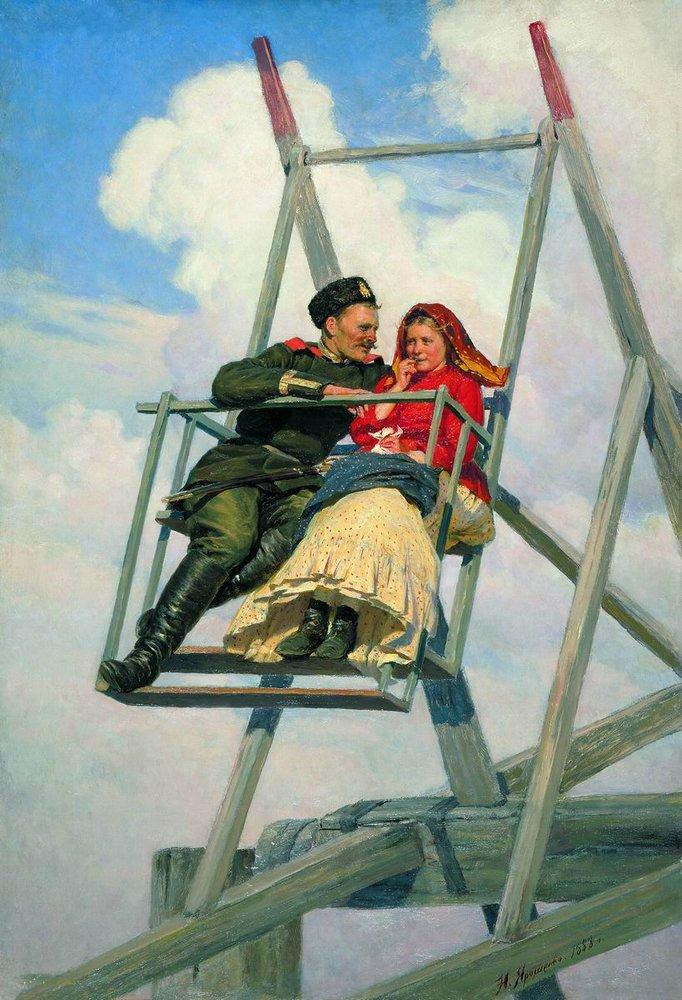
Peinture de Nikolaï Yarochenko de 1988.

- 1883 - ouverture du parc Gröna Lund ;
- 1884 - ouverture de Dorney Park ;
- 1885 - x
- 1886 - ouverture du parc Lagoon ;
- 1887 - ouverture des parcs Geauga Lake et Big Chief's Karts and Coasters (futur Mt. Olympus Water & Theme Park) ;
- 1888 - x
- 1889 - ouverture du parc Sohmer à Montréal ;

## Années 1890

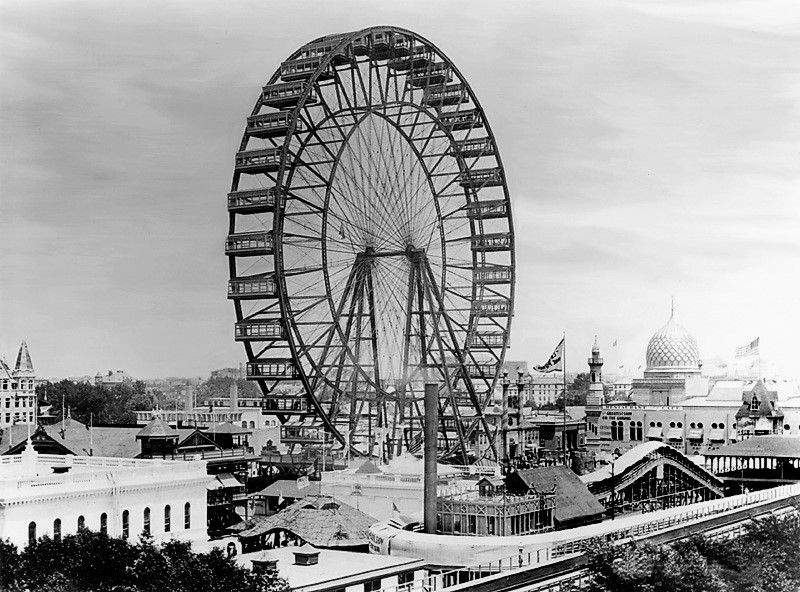
Première grande roue à l'Exposition universelle de 1893.

- 1890 - ouverture du parc Elitch Gardens ;
- 1891 - x
- 1892 - ouverture d'Exposition Park (futur Conneaut Lake Park) ;
- 1893 - construction de la première grande roue par George Washington Gale Ferris Jr. pour l'Exposition universelle à Chicago ;
- 1894 - ouverture de Lakemont Park ;
- 1895 - ouverture d'Euclid Beach Park et de Sea Lion Park ;
- 1896 - ouverture du parc Pleasure Beach, Blackpool ;
- 1897 - ouverture du Steeplechase Park à Coney Island ;
- 1898 - ouverture du parc Kennywood ;
- 1899 - ouverture de la jetée de Brighton et du parc de Tibidabo (en) ;

## Années 1900

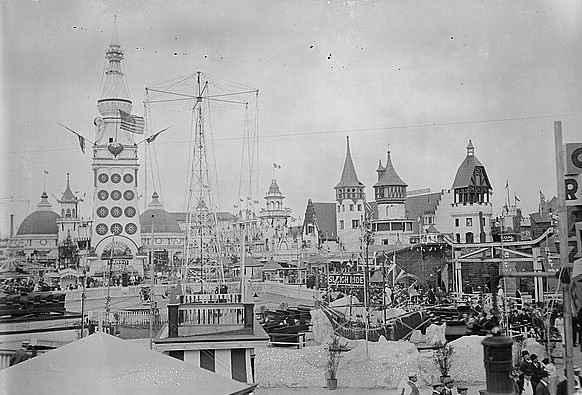
Luna Park de Coney Island.

- 1900 - Edward Prescott crée Loop-The-Loop à Coney Island ;
- 1901 - x
- 1902 - ouverture du parc Canobie Lake Park et de Leap-The-Dips à Lakemont Park, les plus vieilles montagnes russes encore en fonctionnement au monde ;
- 1903 - ouverture du parc Luna Park de Coney Island ;
- 1904 - ouverture des parcs Dreamland, Idora Park (en) et Riverview Park ;
- 1905 - ouverture des parcs, White City et Oaks Amusement Park (en) ;
- 1906 - ouverture du parc Dominion ;
- 1907 - ouverture des parcs Hersheypark et Santa Cruz Beach Boardwalk ;
- 1908 - ouverture du parc Lakeside Amusement Park (en) ;
- 1909 - ouverture des parcs Great Yarmouth Pleasure Beach et Luna Park à Berlin ;

## Années 1910

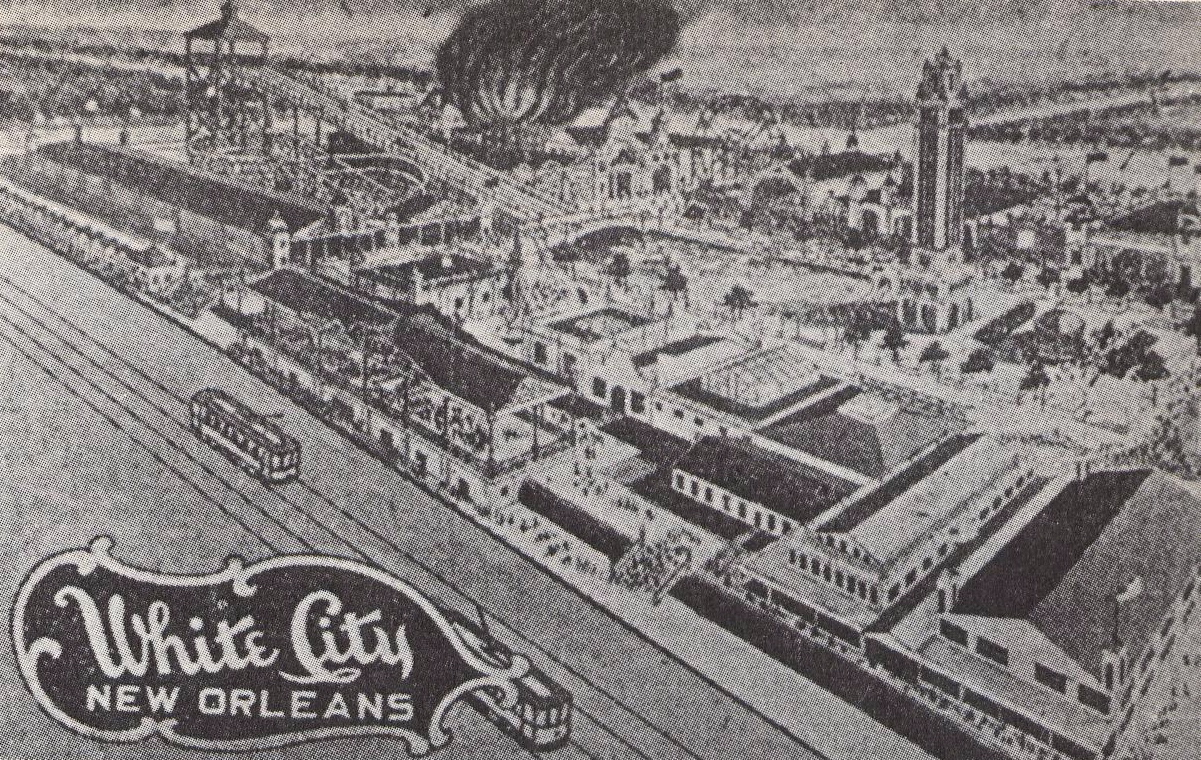
White City en 1908.

- 1910 – ouverture d'American Park à Marseille ;
- 1911 – x
- 1912 – ouverture du parc Luna Park à Melbourne ;
- 1913 – ouverture du parc Pleasureland Southport ;
- 1914 – x
- 1915 – ouverture du Studio Tour ;
- 1916 – x
- 1917 – x
- 1918 – x
- 1919 – x

## Années 1920

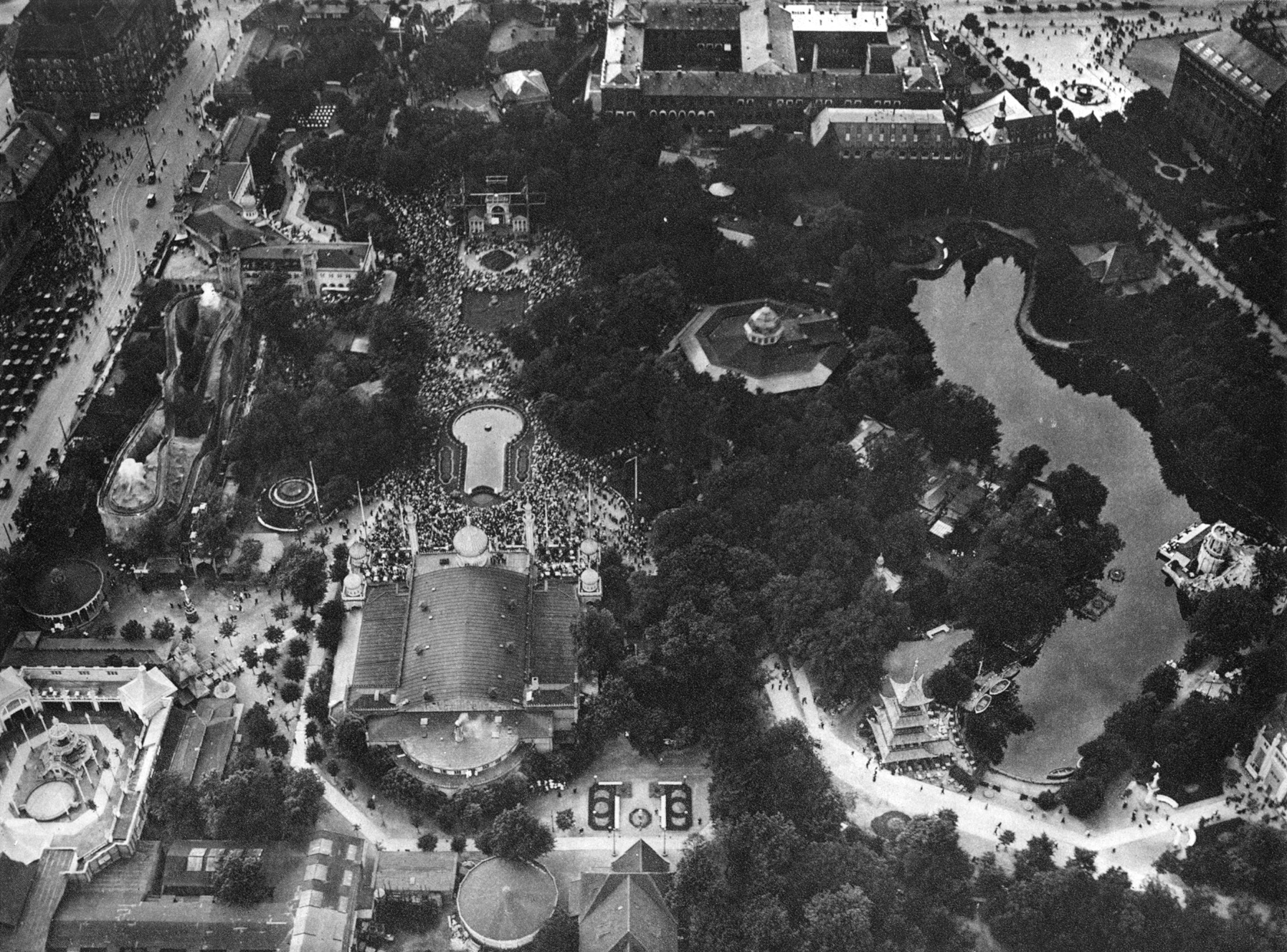
Vue aérienne des jardins de Tivoli en 1922.

- 1920 – ouverture du parc Dreamland Margate ;
- 1921 – x
- 1922 – ouverture du parc Sunnyside Amusement Park ;
- 1923 – ouverture des parcs Belmont et Liseberg ;
- 1924 – x
- 1925 – ouverture du parc Lake Winnepesaukah (en) ;
- 1926 – ouverture des parcs Knoebels et Indiana Beach ;
- 1927 – ouverture du Cyclone à Coney Island ;
- 1928 – ouverture du parc Playland ;

## Années 1930

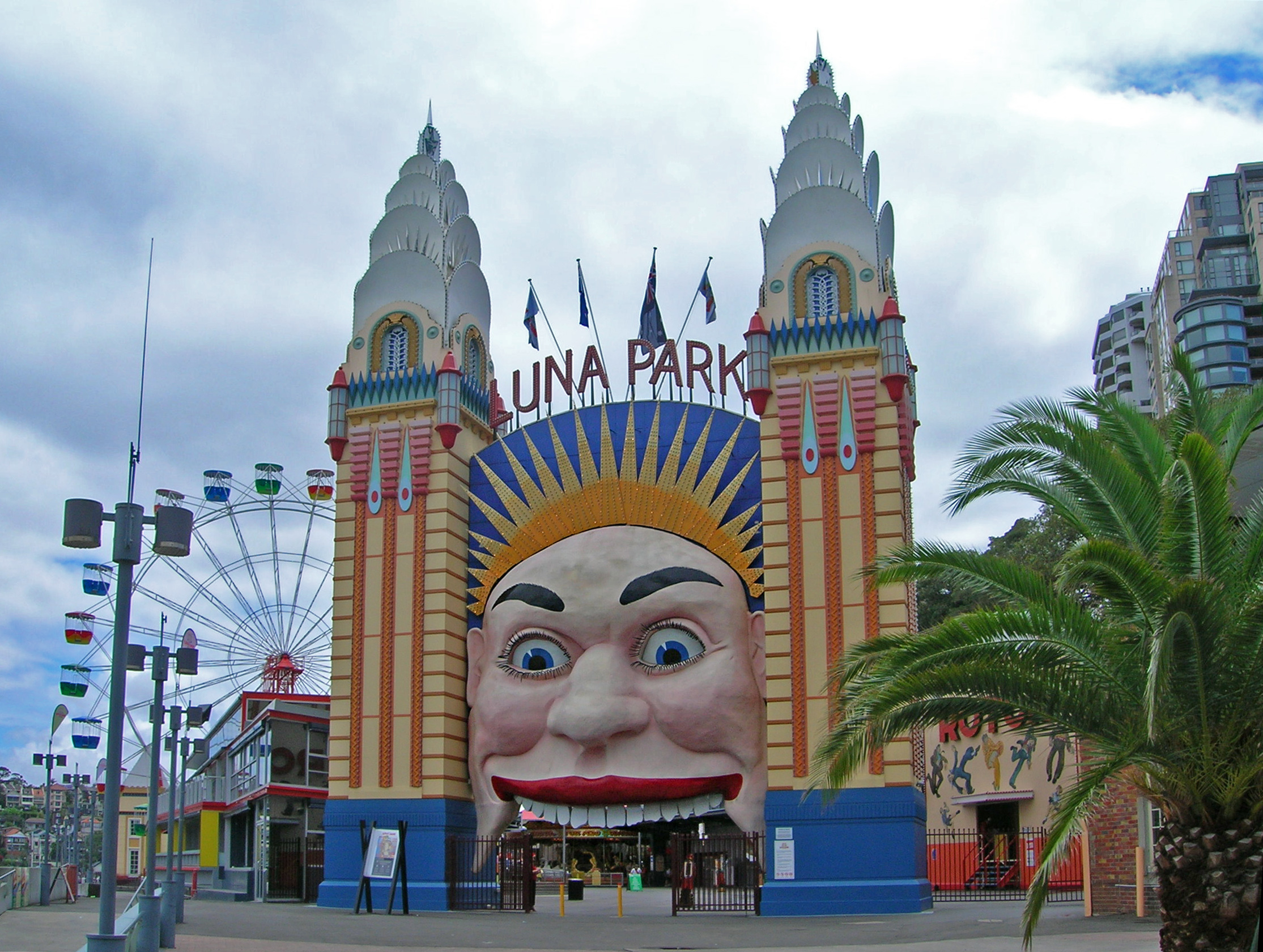
Entrée du Luna Park Sydney.

- 1929 – ouverture du parc Erlebnispark Tripsdrill ;
- 1930 – x
- 1931 – ouverture du Chessington Zoo (futur Chessington World of Adventures) ;
- 1932 – x
- 1933 – x
- 1934 – x
- 1935 – ouverture des parcs Luna Park Sydney, Meli Park et Duinrell ;
- 1936 – ouverture des parcs Cypress Gardens et Avonturenpark Hellendoorn ;
- 1937 – x
- 1938 – x
- 1939 – x

## Années 1940

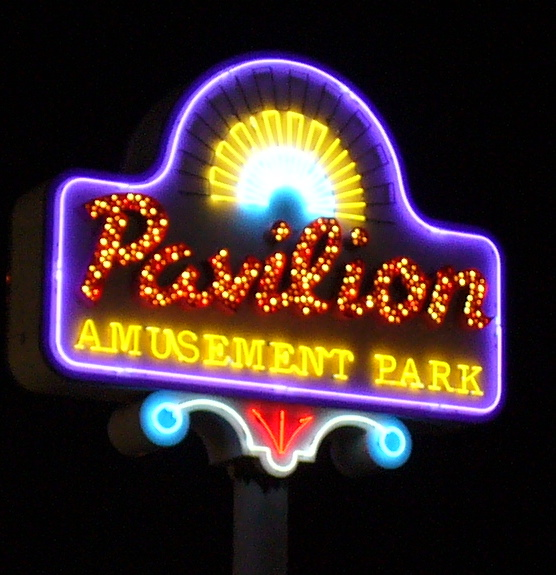
Enseigne lumineuse de Myrtle Beach Pavilion.

- 1940 – ouverture du parc Knott's Berry Farm ;
- 1941 – x
- 1942 – x
- 1943 – x
- 1944 – x
- 1945 – x
- 1946 – ouverture du parc Holiday World ;
- 1947 – x
- 1948 – ouverture du parc Myrtle Beach Pavilion ;
- 1949 – ouverture du parc Drayton Manor ;

## Années 1950

Château de la Belle au bois dormant à Disneyland.

- 1950 – ouverture du parc Linnanmäki ;
- 1951 – ouverture du parc Drievliet ;
- 1952 – ouverture des parcs Madurodam et Efteling ;
- 1953 – x
- 1954 – ouverture des parcs Bellewaerde et The Great Escape ;
- 1955 – ouverture des parcs Disneyland (premier parc Disney) et Bagatelle ;
- 1956 – ouverture du parc Michigan's Adventure ;
- 1957 – x
- 1958 – ouverture des parcs Storybook Gardens et Frontier City ;
- 1959 – ouverture des parcs Busch Gardens: The Dark Continent, et Flamingo Land ;

## Années 1960

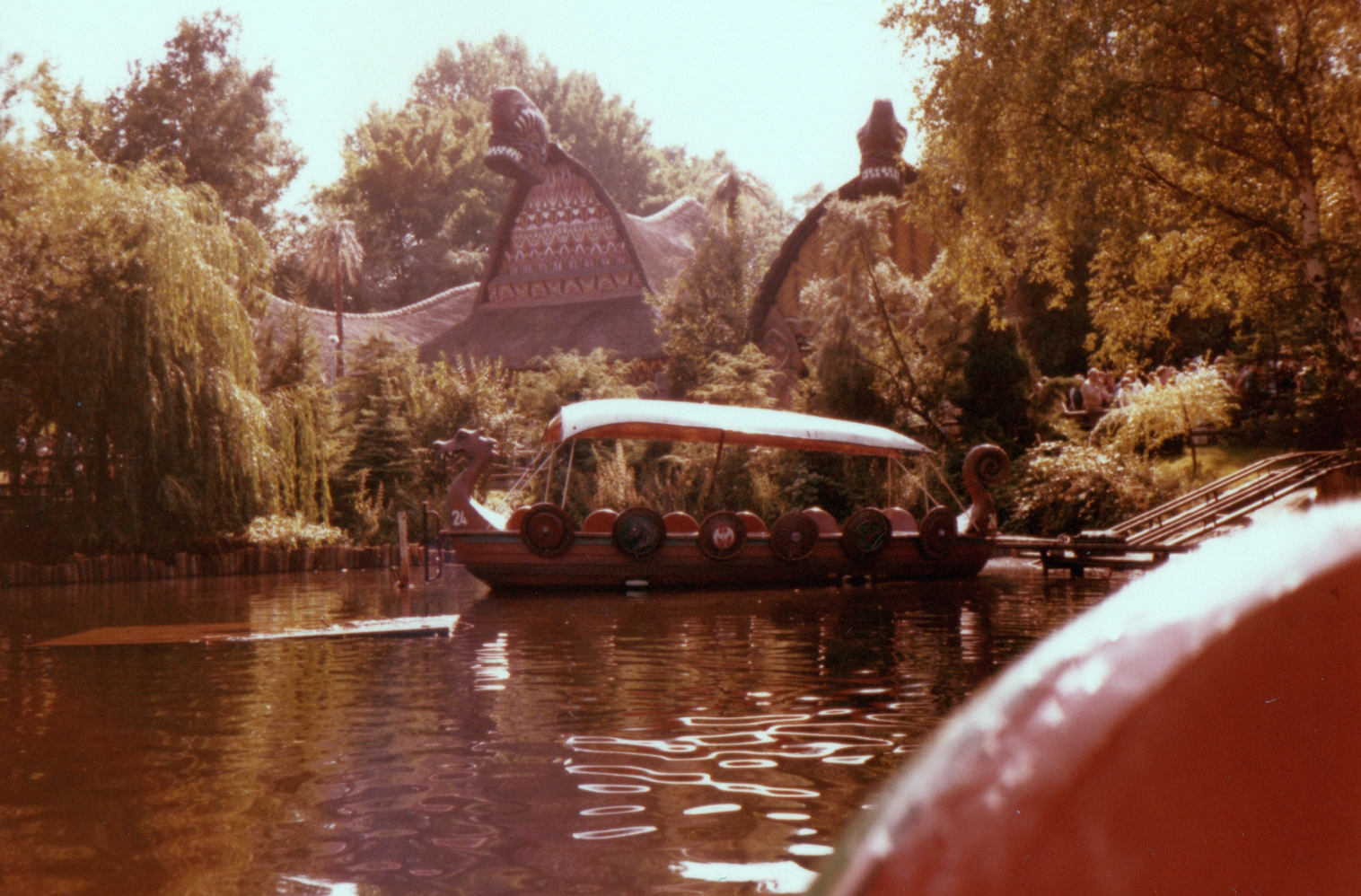
Phantasialand.

- 1960 – ouverture du parc Silver Dollar City ;
- 1961 – ouverture des parcs Bobbejaanland, Dollywood et Six Flags Over Texas (premier parc Six Flags) ;
- 1962 – ouverture du parc Astroland ;
- 1963 – ouverture des parcs Attractiepark Slagharen, Panorama Park Sauerland et La Mer de sable ;
- 1964 – ouverture des parcs Universal Studios Hollywood et SeaWorld San Diego ;
- 1965 – ouverture du parc Fiabilandia ;
- 1966 – ouverture de Fraispertuis-City, Taunus Wunderland et Nagashima Spa Land.
- 1967 – ouverture des parcs Cavallino Matto, Phantasialand, Fort Fun Abenteuerland et La Ronde ;
- 1968 – ouverture des parcs Legoland Billund (premier parc Legoland), Knott's Berry Farm, Marine World (futur Six Flags Discovery Kingdom) et Six Flags Astroworld ;
- 1969 – ouverture des parcs Morey's Piers, Hollywood & Safaripark Stukenbrock, Parque de Atracciones de Madrid et Särkänniemi ;

## Années 1970

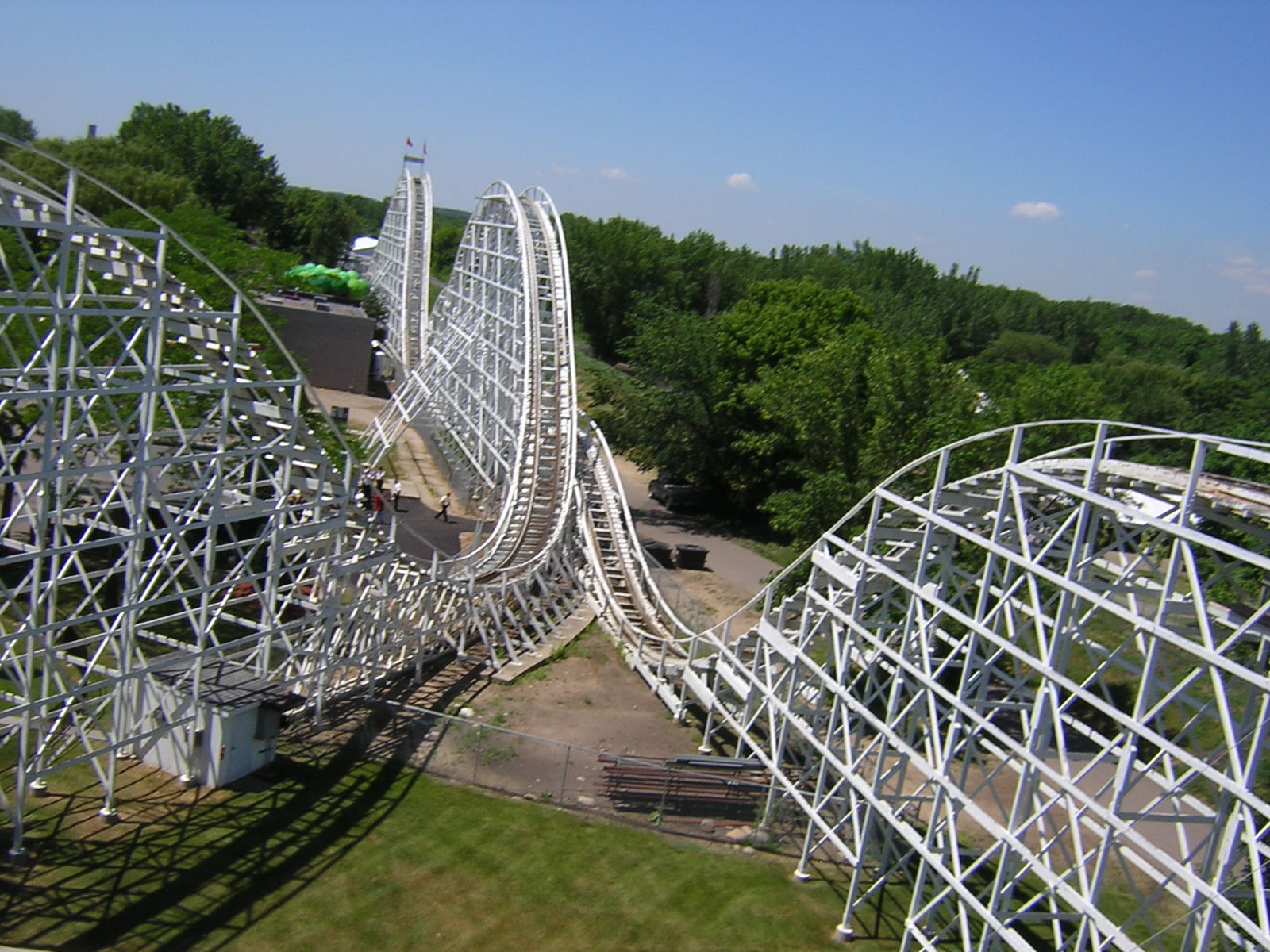
High Roller dans le parc Valleyfair.

- 1970 – ouverture de Kurpfalz-Park ;
- 1971 – ouverture des parcs Holiday Park, Magic Kingdom, Magic Mountain, Six Flags Over Mid-America, Sea World et Flevohof ;
- 1972 – ouverture des parcs Kings Island et Opryland USA ;
- 1973 – ouverture des parcs SeaWorld Orlando, Le Pal, Carowinds, Worlds of Fun et Rasti-Land ;
- 1974 – ouverture du parc Great Adventure ;
- 1975 – ouverture des parcs Europa-Park, Walibi (premier du groupe Walibi), Gardaland et Busch Gardens: The Old Country ;
- 1976 – ouverture des parcs Marriott's Great America en Californie, Marriott's Great America dans l'Illinois, TéléCoo, Everland et Valleyfair! ;
- 1977 – ouverture des parcs Enchanted Village (futur Wild Waves Theme Park), Wet 'n Wild FunPark et Ocean Park Hong Kong ;
- 1978 – ouverture des parcs Heide Park et Idlewild ;
- 1979 – ouverture de Thorpe Park et Avenir Land ;

## Années 1980

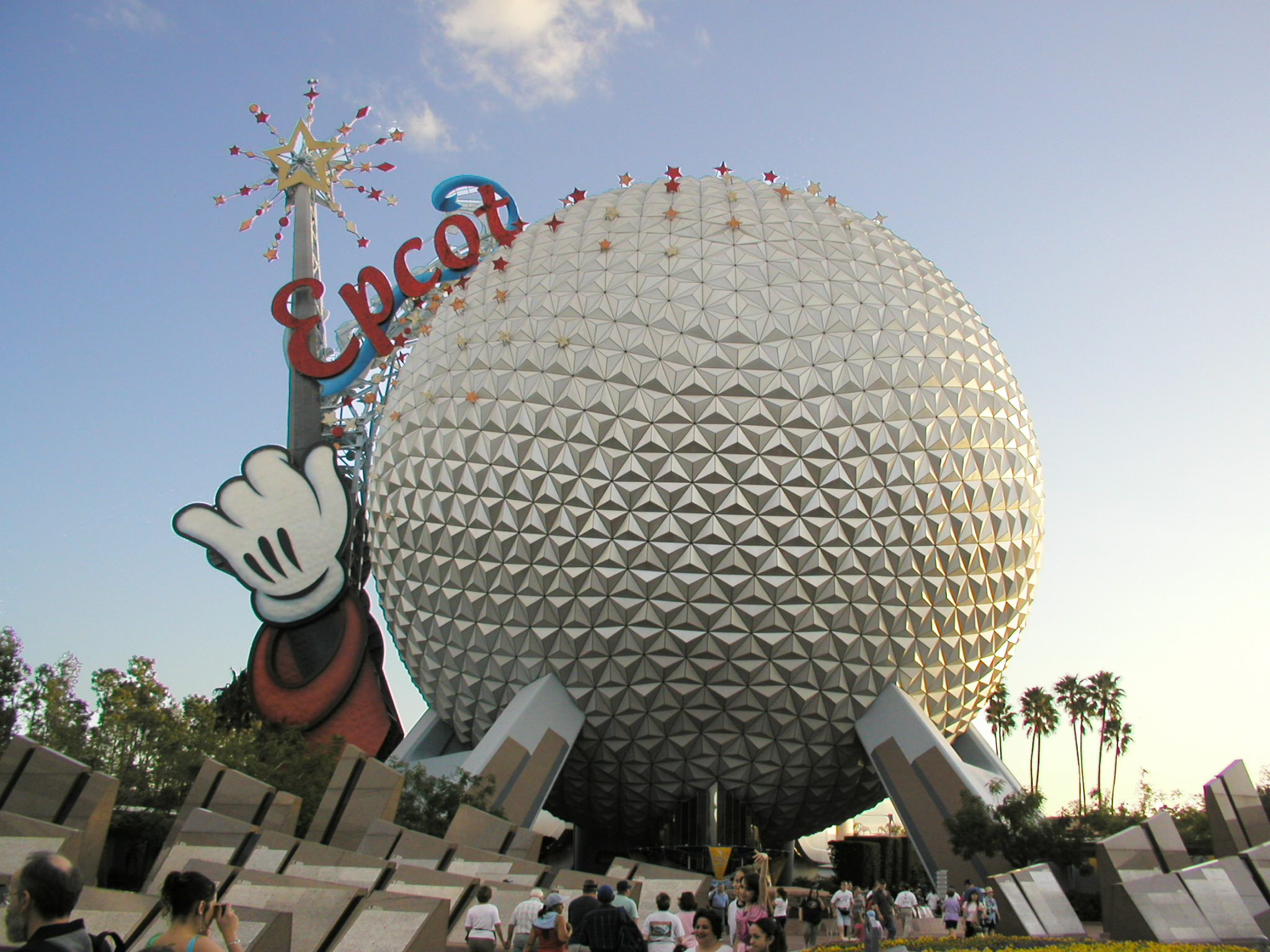
Spaceship Earth dans le parc Epcot.

- 1980 – ouverture du parc Alton Towers ;
- 1981 – ouverture des parcs Canada's Wonderland, Dreamworld et Wildlife Preserve (futur Six Flags America) ;
- 1982 – ouverture des parcs EPCOT Center, Reino Aventura (futur Six Flags México) et Oceans of Fun ;
- 1983 – ouverture des parcs Tokyo Disneyland et Pleasurewood Hills ;
- 1984 – ouverture des parcs Camelot Theme Park et Six Flags México ;
- 1985 – ouverture de Bayern Park et du parc de Lomme ;
- 1986 – ouverture du parc Tykkimäki et du parc des Poussins ;
- 1987 – ouverture des parcs Futuroscope, Aqualibi, Kentucky Kingdom, Mirapolis, Nigloland et Zygofolis ;
- 1988 – ouverture du parc TusenFryd ;
- 1989 – ouverture des parcs Astérix, Big Bang Schtroumpf, Disney's Typhoon Lagoon, Disney-MGM Studios, Lotte World, Aquaboulevard et du parcours du Puy du Fou ;

## Années 1990

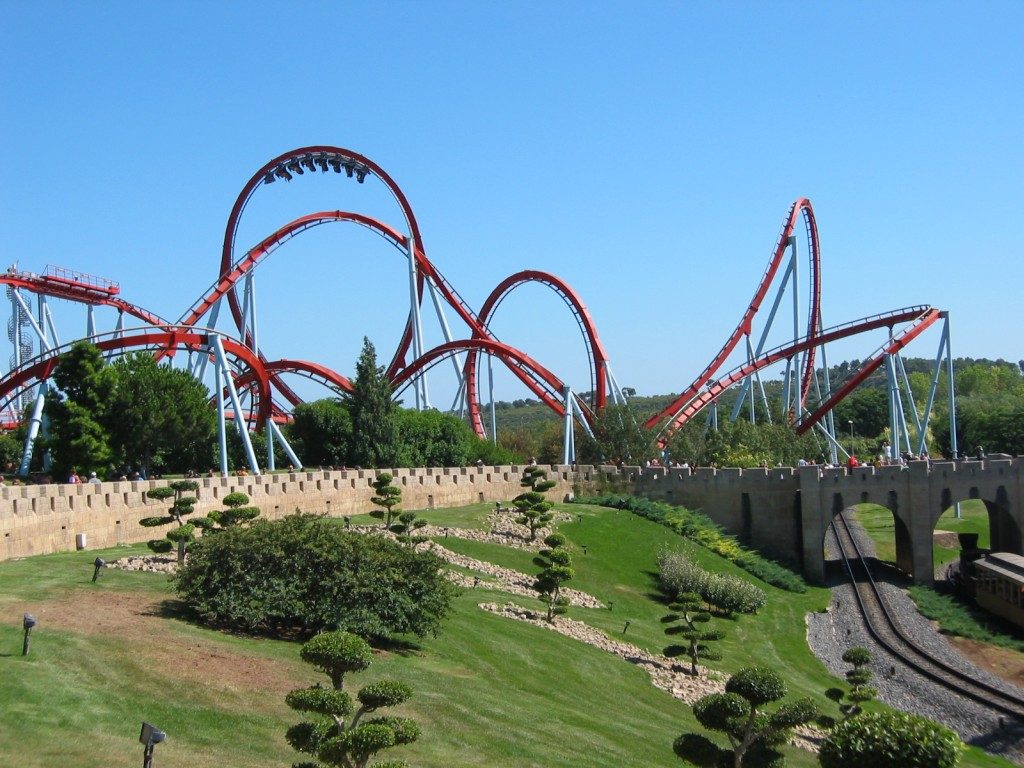
Les montagnes russes Dragon Khan, à Port Aventura.

- 1990 – ouverture du parc Universal Studios Florida ;
- 1991 – ouverture des parcs Beto Carrero World, Xcaret Eco Park et Warner Bros. Movie World Australia ;
- 1992 – ouverture des parcs Euro Disneyland, Six Flags Fiesta Texas, Mirabilandia et Walibi Aquitaine ;
- 1993 – ouverture des parcs Window of the World, Sunway Lagoon, Adventuredome et Yokohama Hakkeijima Sea Paradise ;
- 1994 – ouverture du parc Walibi Flevo ;
- 1995 – ouverture des parcs Port Aventura, Disney's Blizzard Beach et Loudoun Castle ;
- 1996 – ouverture des parcs Legoland Windsor, Warner Bros. Movie World Germany et Wild Adventures ;
- 1997 – ouverture du parc Isla Mágica ;
- 1998 – ouverture des parcs Disney's Animal Kingdom, Wild Wadi Water Park et Happy Valley Shenzhen ;
- 1999 – ouverture des parcs PowerPark et Universal's Islands of Adventure ;

## Années 2000

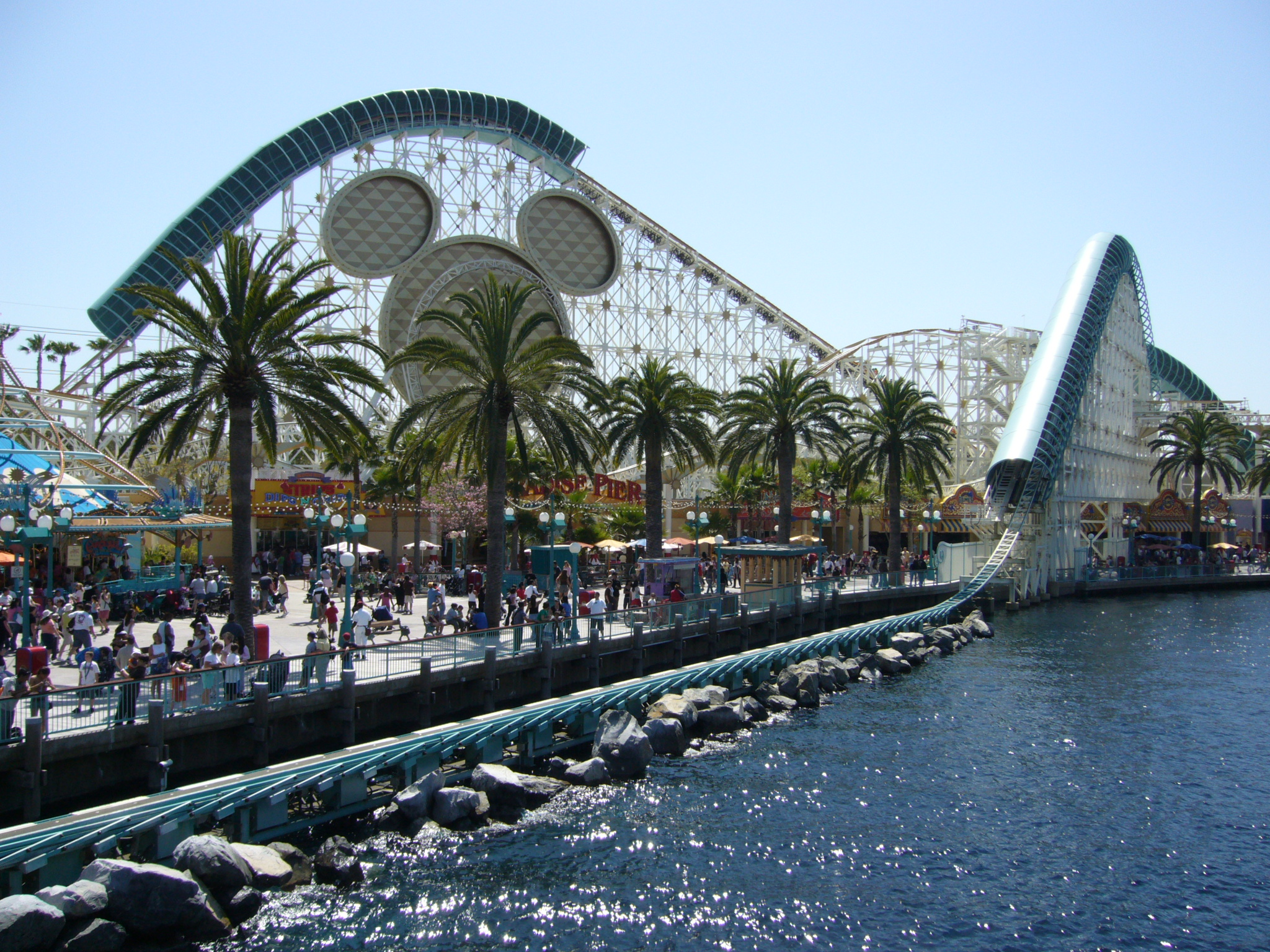
California Screamin', à Disney's California Adventure.

- 2000 – ouverture des parcs Terra Mítica et Six Flags New Orleans ;
- 2001 – ouverture des parcs China Dinosaurs Park, Disney's California Adventure, Tokyo DisneySea, Toverland et Universal Studios Japan ;
- 2002 – ouverture des parcs Movie Studios Park, Warner Bros. Movie World Madrid, Walt Disney Studios, Legoland Deutschland et Xetulul ;
- 2003 – ouverture des parcs Belantis et Celebration City ;
- 2004 – ouverture des parcs Tropical Islands, Mt. Olympus Water & Theme Park ;
- 2005 – ouverture du parc Hong Kong Disneyland ;
- 2006 – ouverture des parcs Happy Valley Pékin, Chimelong Paradise et Bioscope ;
- 2007 – ouverture des parcs OCT East, Chimelong Waterpark et Wild West World ;
- 2008 – ouverture des parcs Aquapalace Praha, Siam Park et Hard Rock Park ;
- 2009 - ouverture des parcs Happy Valley Chengdu et Happy Valley Shanghai ;

## Années 2010

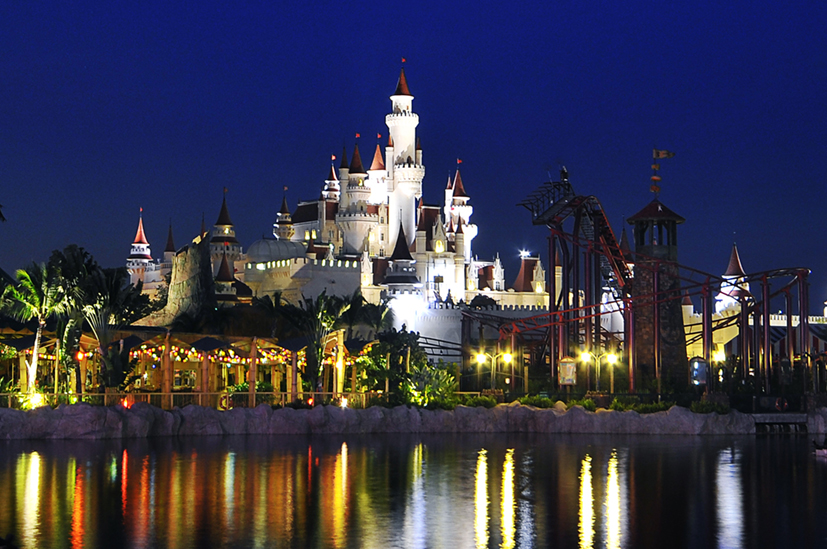
Le château de la section Far Far Away du parc Universal Studios Singapore.

- 2010 – ouverture des parcs Ferrari World Abu Dhabi, Terra Botanica et Universal Studios Singapore ;
- 2011 - ouverture des parcs Legoland Florida, Rainbow Magicland et World Joyland ;
- 2012 - ouverture des parcs Happy Valley Wuhan, Legoland Malaysia et Victory Kingdom ;
- 2013 - ouverture des parcs Happy Valley Tianjin et Vialand ;
- 2014 - ouverture des parcs Chimelong Ocean Kingdom, Energylandia et Cinecittà World ;
- 2015 - ouverture du parc Lewa Adventure ;
- 2016 - ouverture des parcs Shanghai Disneyland et Legoland Dubai ;
- 2017 - ouverture des parcs Ferrari Land, Legoland Japan et Universal's Volcano Bay ;
- 2018 - ouverture du parc Warner Bros. World Abu Dhabi ;
- 2019 - ouverture des parcs Nickelodeon Universe American Dream et Wonderland Eurasia ;

## Années 2020

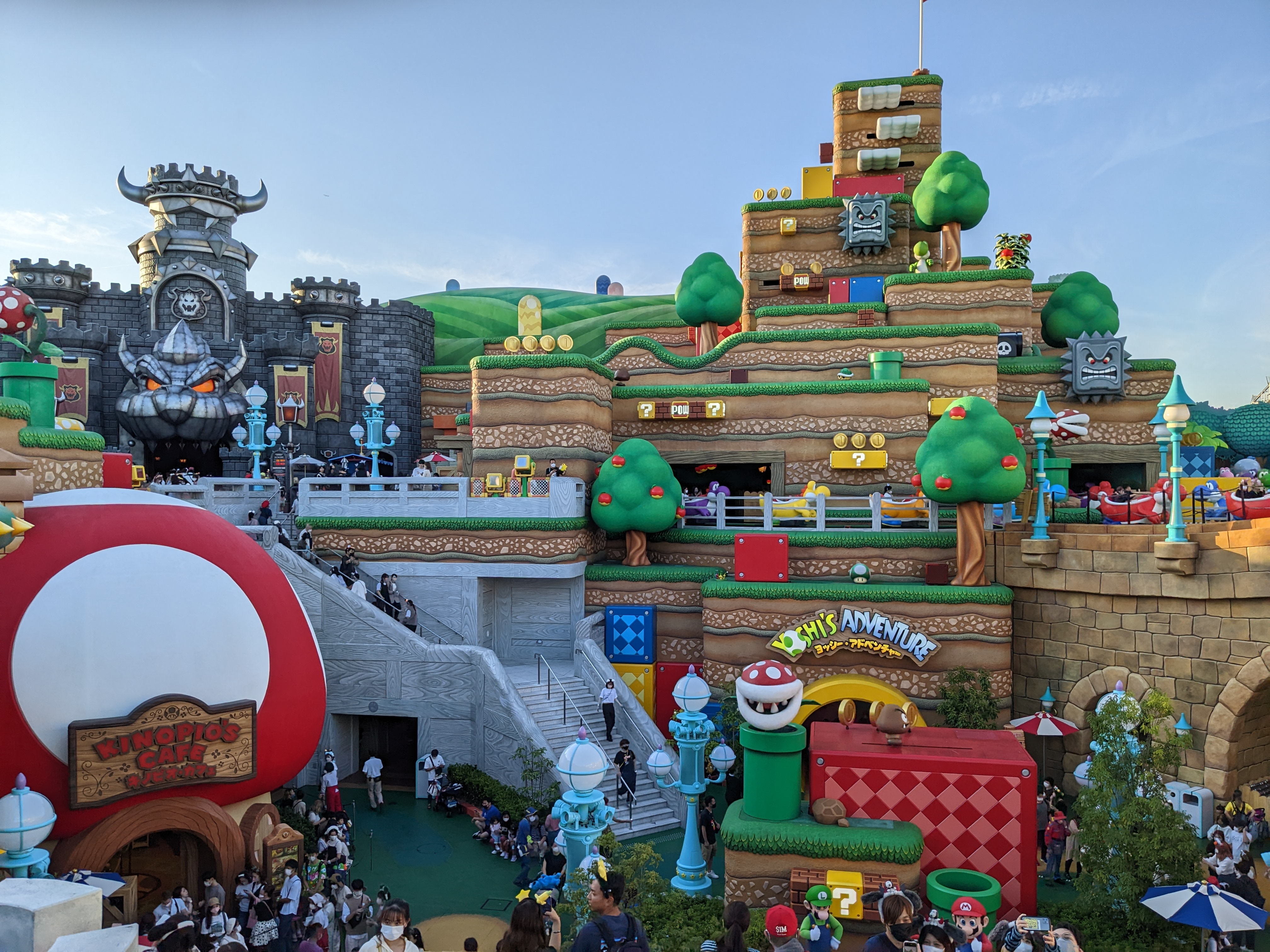
Vue globale de Super Nintendo World à Universal Studios Japan.

- 2020 – ouverture du parc Dream Island ;
- 2021 – ouverture des parcs Legoland New York et Universal Studios Beijing ;
- 2022 – ouverture du parc Genting SkyWorlds ;
- 2023 – ouverture du parc SeaWorld Abu Dhabi ;
- 2024 – ouverture de Chimelong Qingyuan International Forest Resort ;
- 2025 – ouverture de Universal Epic Universe et de Legoland Shanghai ;